# Burton Albion F.C.
Burton Albion Football Club er en professionel fodboldklub i byen Burton upon Trent, Staffordshire, England. Holdet spiller i League One, den tredje bedste række i engelsk fodbold. Burton Albion konkurrerede i Non-League i engelsk fodbold fra klubbens grundlæggelse i 1950 til 2009, da de rykkede op Football League .
Klubbens hjemmebane er Pirelli Stadium, hvortil de flyttede til fra Eton Park i 2005, og deres kaldenavn er The Brewers, der stammer fra byens brygningstradition, der kan dateres hundreder af år tilbage.

## Historie

### 1950-1998: Tidlige år
Burton Albion blev dannet i 1950, og blev medlem af Birmingham & District League. De sluttede 1953-54-sæsonen som nummer to, og i 1958-59 sluttede de sig til Southern League North Western-zonen. I 1965-66 missede Burton andenpladsen på grund af målforskel, men rykkede stadig op i Southern League Premier Division. De undgik nedrykning i 1968, takket være Stevenage Town blev nedlagt, men blev henvist til Division One efter en mislykket 1969-70-sæson. Burton missede også en oprykning på målforskel i 1970-71, men blev sluttede som nummer to året efter og rykkede tilbage op i Premier Division. De næste to sæsoner rykkede de ned op og igen i Premier Division. De blev i samme division, indtil de igen rykkede ned efter 1976-77-sæsonen. Ved ligaændringer blev Burton flyttet til Northern Premier League på grund af deres placering i det centrale Midlands og derefter tilbage til Southern League i 1987-88, sæsonen efter at have tabt i en FA Trophy Final til Kidderminster Harriers.

## Spillere
Oversigten er opdateret til og med 15. juni 2022
| Nr. | Land               | Position | Spiller                   |
| --- | ------------------ | -------- | ------------------------- |
| 2   | England            | FO       | John Brayford             |
| 3   | England            | FO       | Cameron Borthwick-Jackson |
| 4   | England            | FO       | Adedeji Oshilaja          |
| 5   | England            | FO       | Michael Bostwick          |
| 8   | England            | AN       | Joe Powell                |
| 11  | England            | MI       | Jonny Smith               |
| 13  | Antigua og Barbuda | MI       | Josh Parker               |
| 16  | Irland             | MI       | Conor Shaughnessy         |
| 17  | England            | FO       | Danny Rowe                |
| 18  | England            | FO       | Frazer Blake-Tracy        |
| 19  | Wales              | FO       | Aaron Amadi               |
| 20  | England            | MM       | Callum Hawkins            |
| 23  | Wales              | AN       | Terry Taylor              |

| Nr. | Land    | Position | Spiller           |
| --- | ------- | -------- | ----------------- |
| 24  | England | MM       | Ben Garratt       |
| 25  | England | MI       | Ciaran Gilligan   |
| 26  | Wales   | FO       | Ryan Leak         |
| 28  | England | MM       | Daniel Moore      |
| 29  | England | MI       | Jacob Maddox      |
| 31  | England | AN       | Louis Moult       |
| 33  | England | MI       | Charlie Williams  |
| 34  | England | FO       | Luke Redfern      |
| 35  | England | FO       | Ben McLean        |
| 37  | England | FO       | Thomas Hamer      |
| 38  | England | FO       | Michael Mancienne |
| 40  | England | MI       | Charlie Lakin     |